# Haags herdenkingsmonument 1940-1945

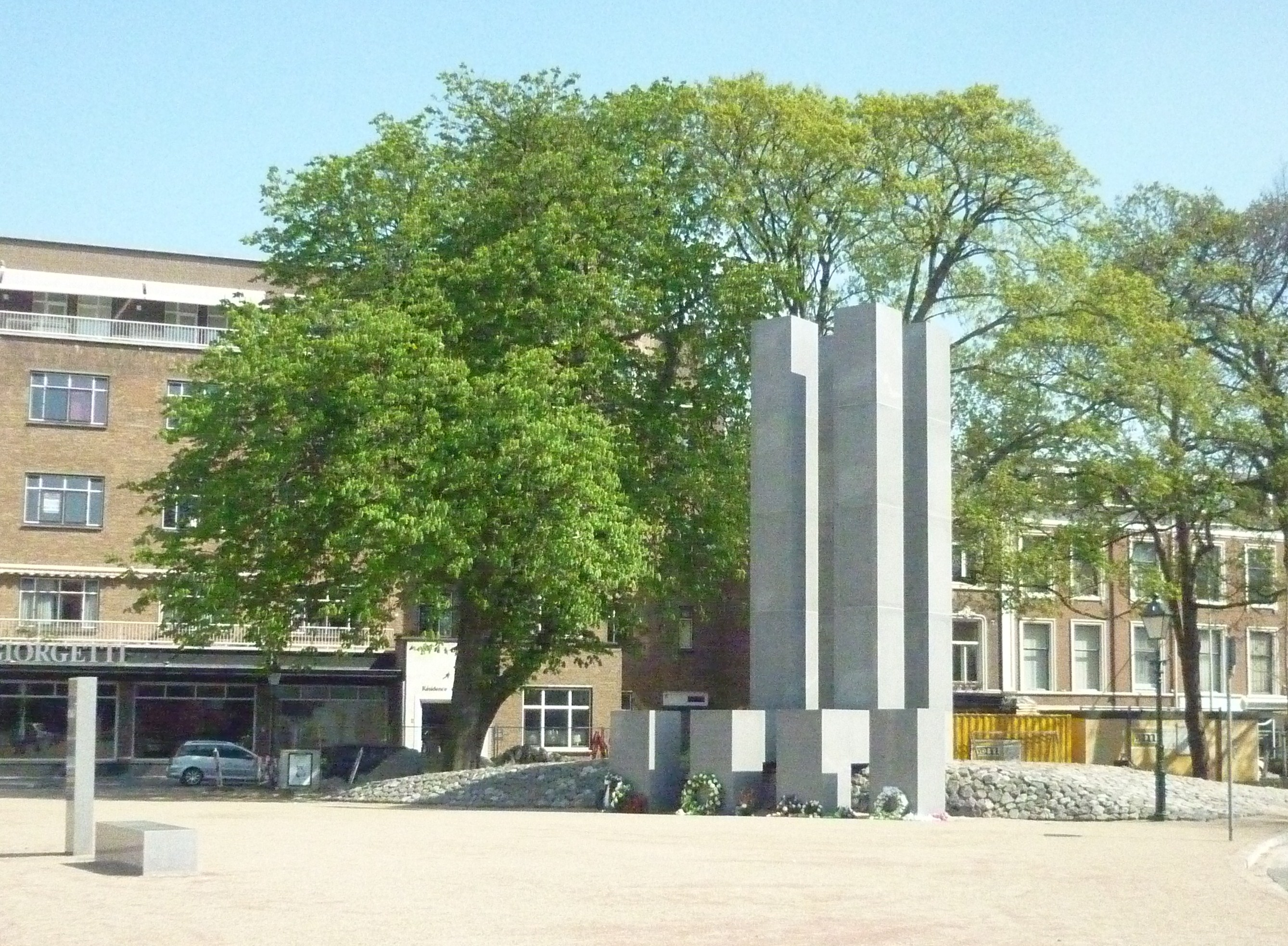
Haags herdenkingsmonument 1940-1945

Het Haags oorlogsmonument 1940-1945 is een monument ter herdenking aan de Tweede Wereldoorlog tegenover het Vredespaleis op het Carnegieplein in Den Haag.
Het monument is gemaakt door de joodse beeldhouwer Appie Drielsma in 1992. Het kwam tot stand op initiatief van een groep van oud-verzetsmensen. De vier zuilen van het monument symboliseren de vier zuilen in de samenleving ten tijde van de Tweede Wereldoorlog: neutraal, rooms-katholiek, protestants en joods.

## Dodenherdenking
De herdenkingsplechtigheid begint ieder jaar in het gebouw van het Gymnasium Haganum met toespraken door onder andere de burgemeester en voordrachten door leerlingen van het gymnasium en het Segbroek College. Dan loopt iedereen naar het Carnegieplein.
Tijdens de Nationale Dodenherdenking worden om acht uur kransen gelegd door de burgemeester, nabestaanden van het verzet, joodse organisaties, de Haagsche Studenten Vereeniging (H.S.V.) en het Segbroek College, dat het monument heeft geadopteerd De plechtigheid wordt georganiseerd door de Stichting Nationale Herdenking ’s-Gravenhage.

## Verplaatsing
In 2013 werd het monument verplaatst. Het Carnegieplein werd autoluw gemaakt, het plein werd ruimer, en het monument werd dichter bij de bomengroep geplaatst, zodat het uitzicht op het Vredespaleis vrij werd.

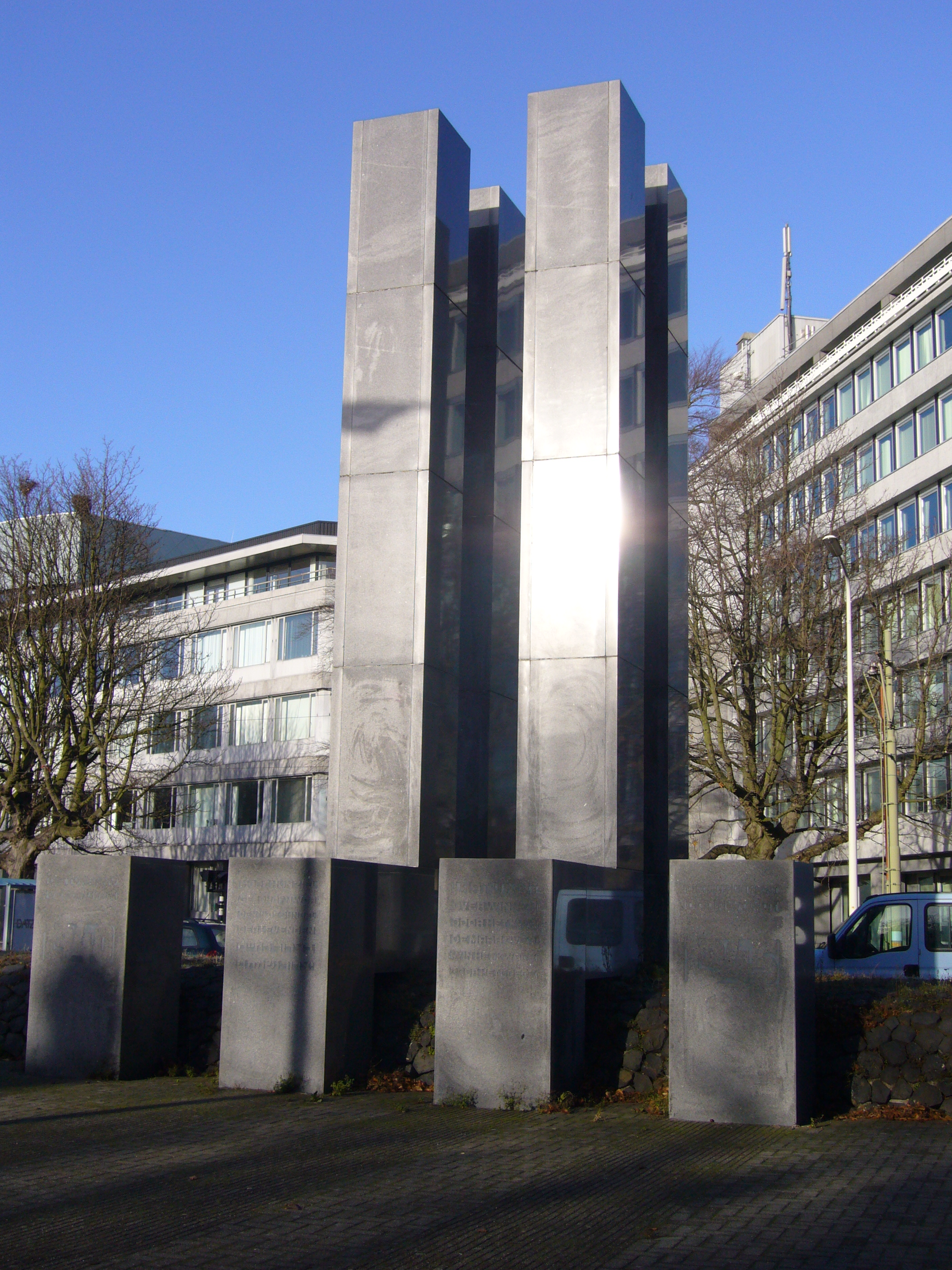
Monument in 2007
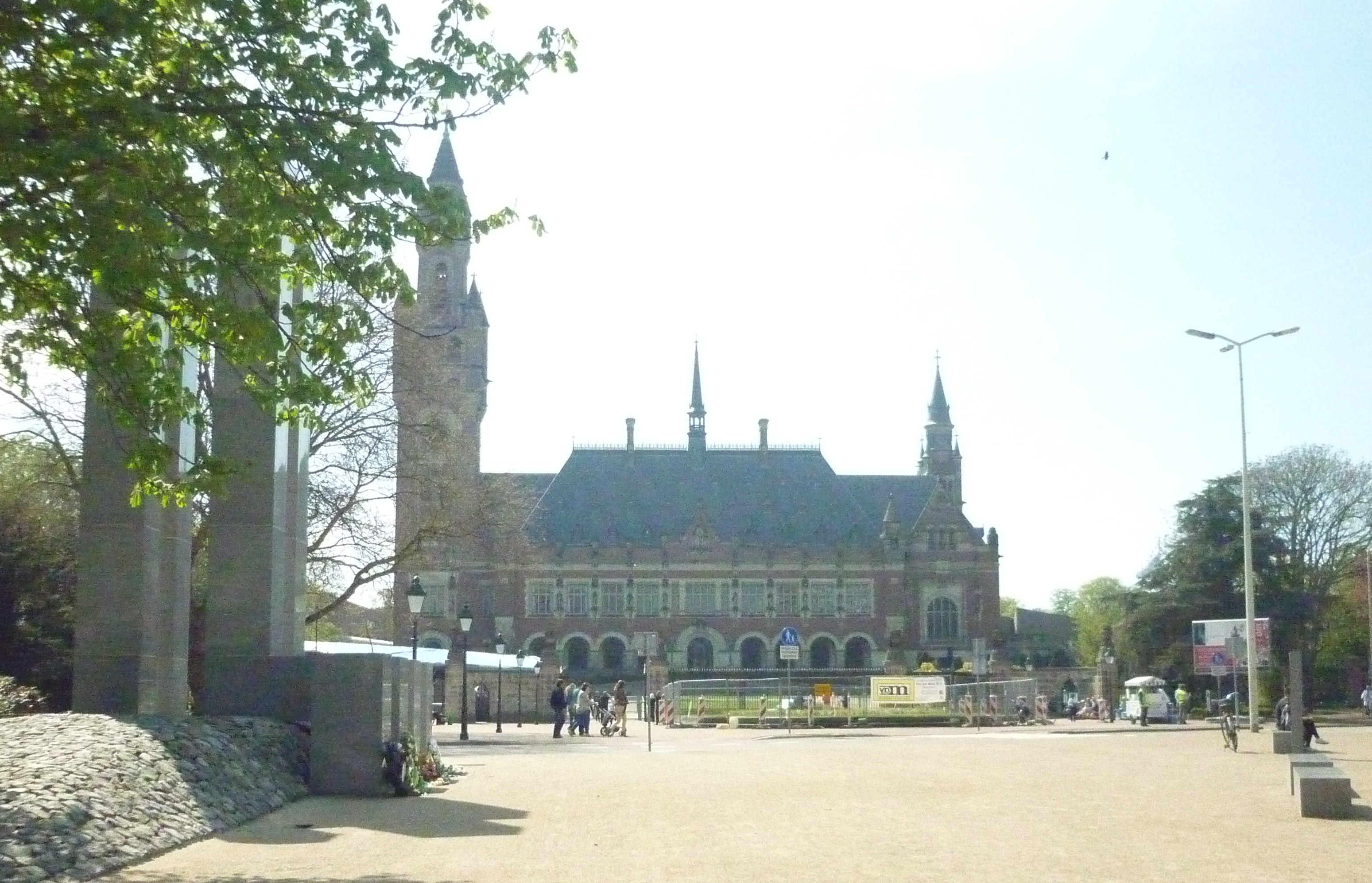
Monument in 2013